# Mémorial de la Shoah
Mémorial de la Shoah (česky Památník holokaustu) je muzeum věnované pronásledování Židů během druhé světové války ve Francii. Nachází se v ulici Rue Geoffroy-l'Asnier č. 17 v Paříži ve 4. obvodu v historické čtvrti Marais, která je tradiční čtvrtí zdejší židovské komunity. Muzeum bylo otevřeno v lednu 2005, ovšem již v roce 1956 zde byl zřízen Památník neznámého židovského mučedníka (Mémorial du Martyr Juif Inconnu) na paměť umučených Židů během války. V muzeu sídlí archiv židovského dokumentačního centra (Centre de documentation juive contemporaine) založeného již během války s cílem shromáždit listinné důkazy o likvidaci evropských Židů.

## Části památníku

### Zeď jmen
Na této zdi jsou vyryta jména 76 000 Židů, z nichž je 11 400 dětí, kteří byli v rámci nacistického plánu vyhlazení Židů deportováni z Francie ve spolupráci s vládou ve Vichy. Jména jsou vytesaná do kamenů dovezených přímo z Jeruzaléma. Jména jsou seřazena podle dat deportace (1942–1944) a poté v abecedním pořadí. Pokud se podaří dohledat další jména lidí, kteří zemřeli během deportací, jejich jména jsou vyryta na konec seznamu pod nápisem Les Noms des déportés découverts après l'inscription (Jména deportovaných objevených po zápisu).

### Zeď spravedlivých
14. června 2006 byla odhalena Zeď spravedlivých (Mur des Justes), která obsahuje jména 2693 osob z Francie, kteří byli poctěni titulem Spravedlivý mezi národy. Zeď je součástí Aleje Spravedlivých (Allée des Justes), což je krátká pěší zóna na severní straně vedle památníku mezi ulicemi Rue Geoffroy-l'Asnier a Rue du Pont-Louis-Philippe.

### Krypta
V suterénu památníku se nachází krypta. U jejího vchodu je umístěna velká Davidova hvězda. Tato hlavní místnost slouží jako symbolický hrob šesti miliónů vyhlazených Židů.
V kryptě je výstava představující fotografie, videozáznamy nebo osobní věci deportovaných (žluté hvězdy, pracovní oděvy, deníky, falešné doklady totožnosti, doklady totožnosti označené razítkem „Židovka“ nebo „Žid“ apod.) Rovněž jsou zde vystaveny exponáty protižidovské nacistické propagandy.

### Knihkupectví
Součástí muzea je rovněž knihkupectví, které nabízí velké množství literatury vztahující se k tématu holokaustu, antisemitismu a dějin židovského národa a jeho pronásledování.

### Rozšířený průchod
Dne 23. září 2008 byl slavnostně otevřen tzv. „Rozšířený průchod“ (Le passage amplifié). Jedná se o zvukové umělecké dílo na památku 11 400 židovských dětí, z nichž 6 100 pocházelo z Paříže, které byly v letech 1942–1944 deportovány do vyhlazovacích táborů. Autory tohoto díla jsou Miriam Bäckström ze Švédska a Carsten Höller z Belgie. Průchod je umístěn v Allée des Justes a tvoří jej reproduktory, z nichž vycházejí zvuky, které narušují běžné zvuky ulice.